# Камелия японская
Каме́лия япо́нская (лат. Caméllia japónica) — один из наиболее известных видов рода Камелия. Родиной камелии японской являются Япония и юго-западный Китай, она произрастает в диком виде в Шаньдуне, Тайване, южной Японии и Южной Корее на высоте 300—1100 метров. Является официальным цветочным символом штата Алабама.

## Биологическое описание
Японские камелии представляют собой кустарники или деревья высотой от 1,5 до 6, иногда до 11 метров. Молодые ветви серо-коричневого цвета, побеги текущего года пурпурно-коричневые, голые.

## Галерея

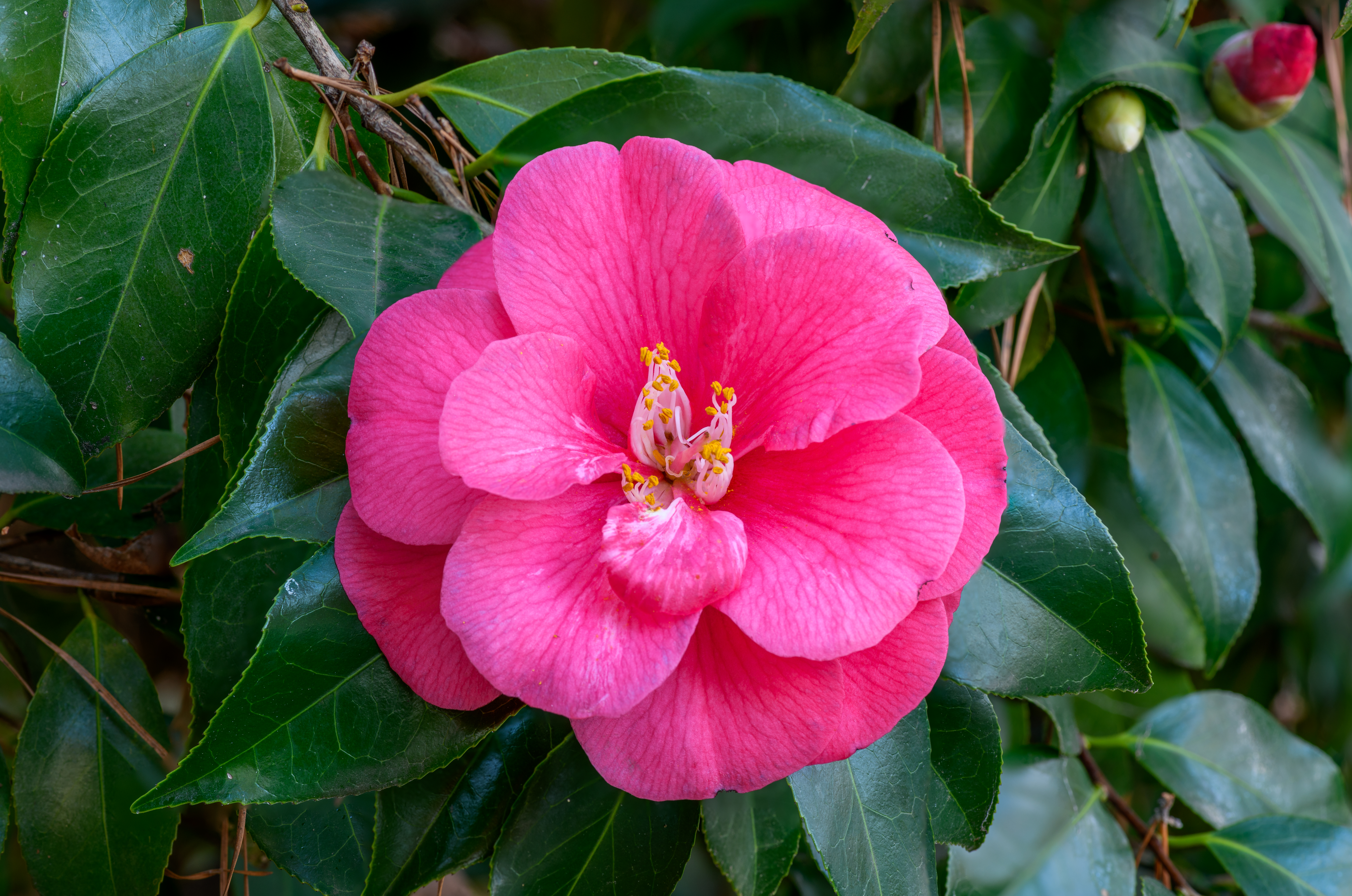
Цветок камелии японской
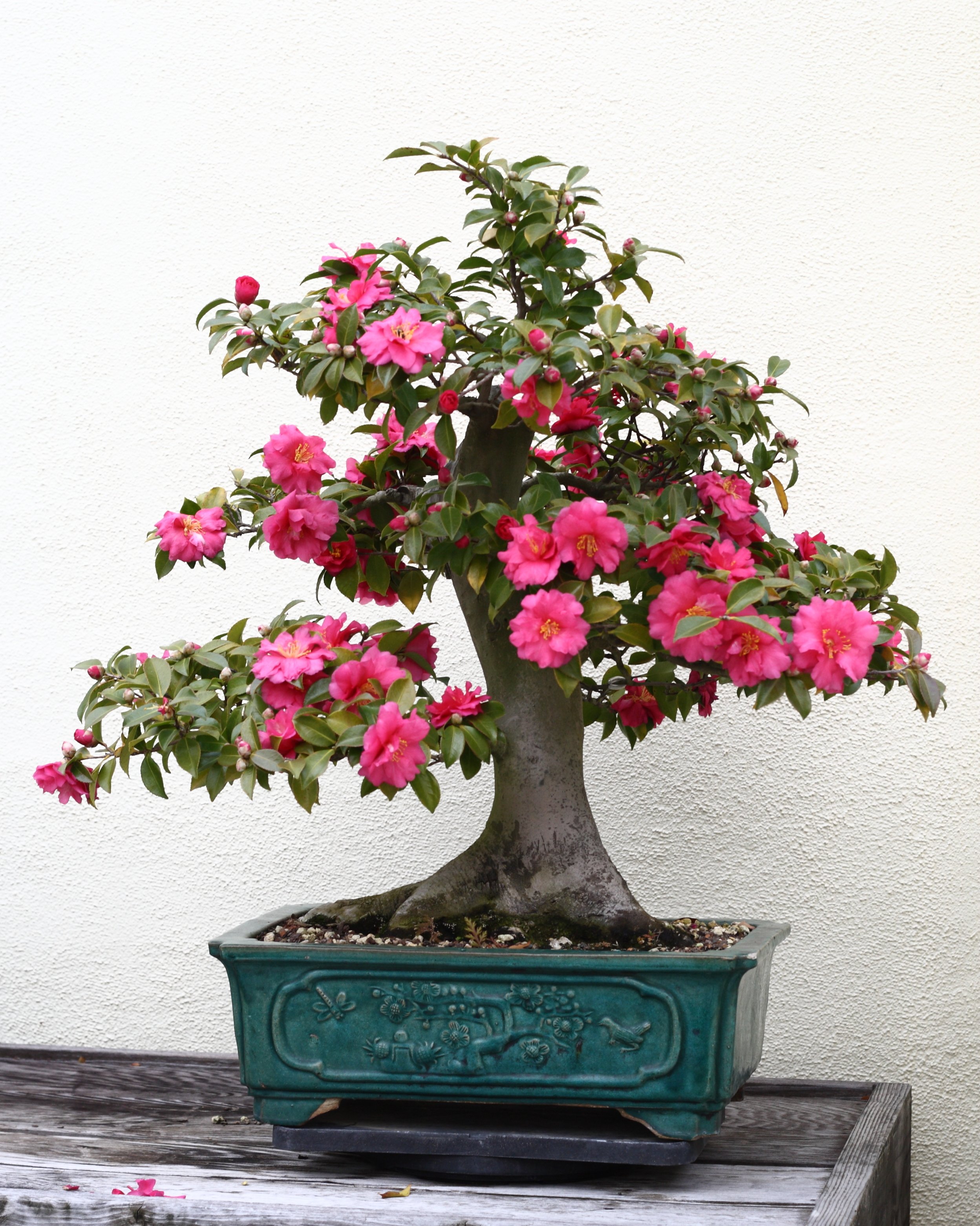
Бонсай
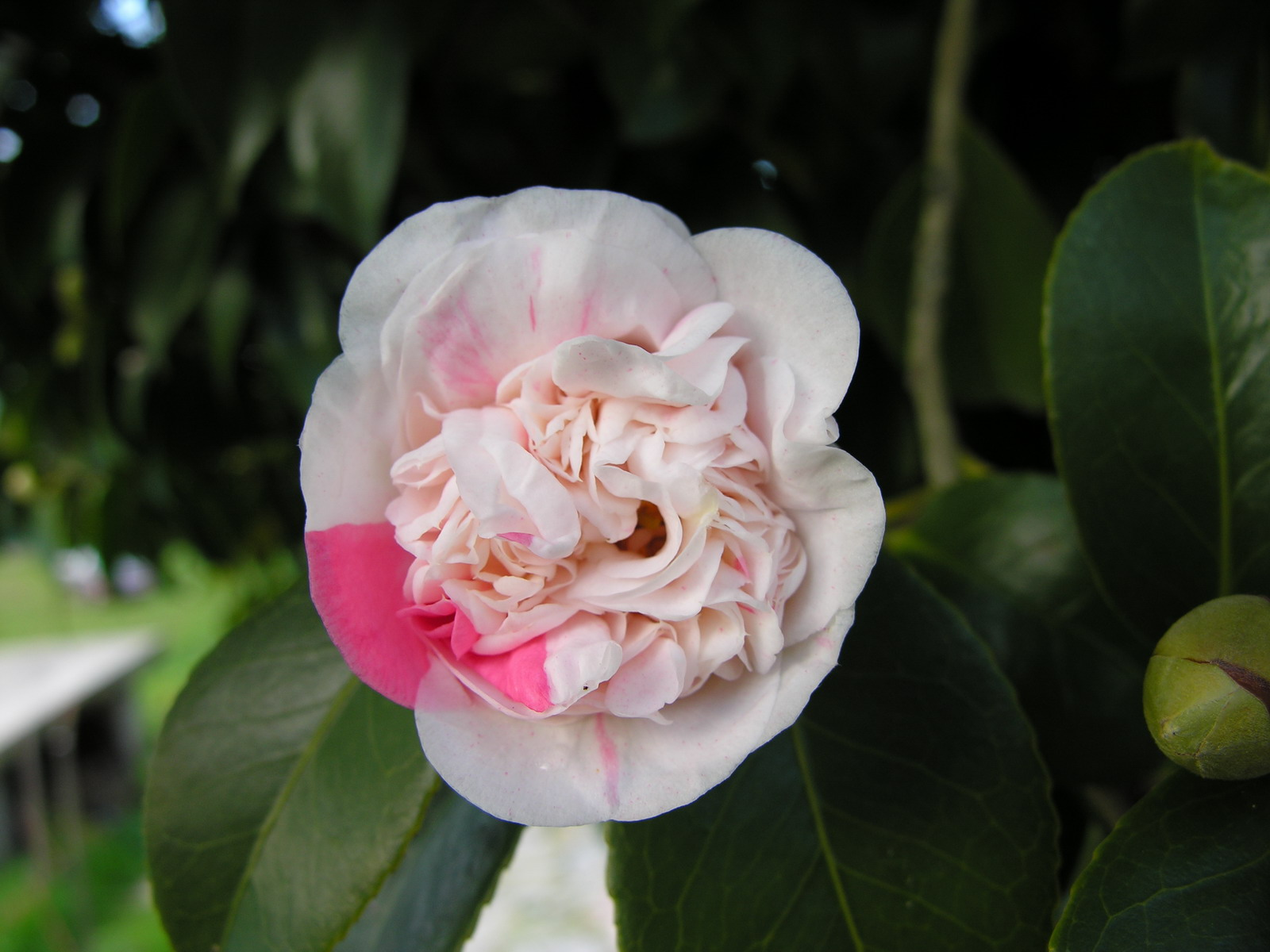
Сорт 'Aspasia Macarthur'
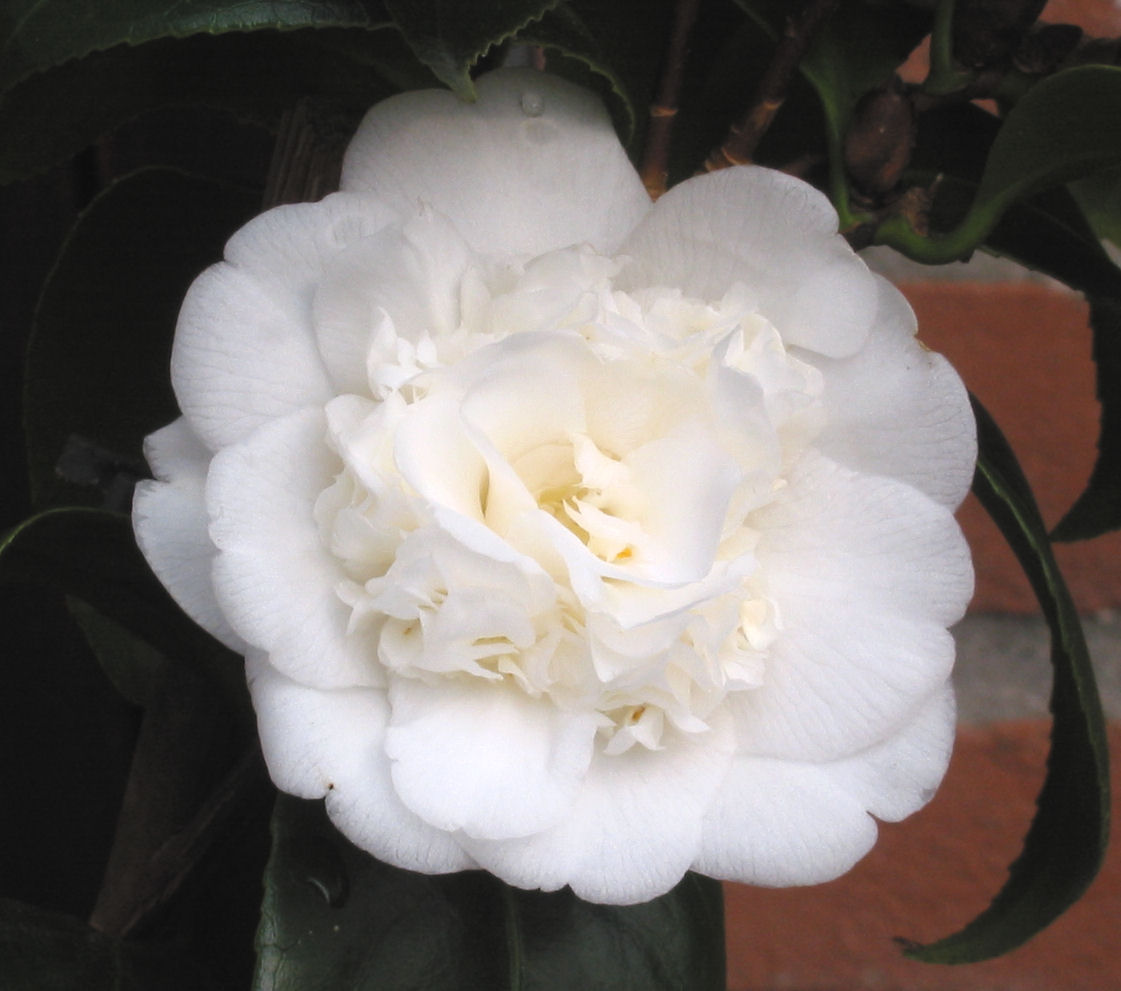
Сорт 'Nobilissima'